# 茂木勇
茂木 勇（もぎ いさむ、1919年10月19日 - 2009年8月28日）は、日本の数学者。筑波大学名誉教授。理学博士。専門は微分幾何学。

## 来歴
1947年東京文理科大学理学部数学科卒、理学博士の学位を取得し、その後、東京高等師範学校助教授、東京教育大学助教授、教授、カナダ国サスカチュワン大学客員教授、筑波大学教授、同副学長を勤める。その後文教大学教授、同大学学長を歴任、後、同大学名誉教授を務める。日本数学教育学会名誉会長。
1993年、勲三等旭日中綬章を受章。2009年8月28日、悪性リンパ腫のため死去。

## 著書
著書に『微分幾何学とゲージ理論』(共著，共立出版)などがある。
高校向け教科書、参考書の執筆者としても著名で、科学新興社の矢野健太郎の『解法のテクニック』の改訂版を執筆を担当した。
- 新編高校数学B / 茂木勇, 樋口禎一, 森正武編. -- 旺文社, 1995
- 新編高校数学I / 茂木勇 [ほか] 著. -- 改訂版. -- 旺文社, 1998
- 新編高校数学I / 茂木勇, 樋口禎一, 森正武編. -- 旺文社, 1994
- 教育出版の算数・数学教科書

等多数